# Gephyromantis blanci
Gephyromantis blanci is een kikker uit de familie gouden kikkers (Mantellidae). De soort werd voor het eerst wetenschappelijk beschreven door Jean Marius René Guibé in 1974. De soort behoort tot het geslacht Gephyromantis. Later werd de wetenschappelijke naam Mantidactylus blanci gebruikt.

## Leefgebied
De kikker is endemisch in Madagaskar. De soort komt voor in het zuidoosten van het eiland en leeft in de subtropische bossen van Madagaskar op een hoogte van 800 tot 1500 meter boven zeeniveau.

## Synoniemen
- Mantidactylus blanci (Guibé, 1974)